# Pałac Królewski w Bukareszcie
Pałac Królewski (rum. Palatul Regal) – monumentalny gmach, znajdujący się w Bukareszcie, na Piața Revoluției, do 1989 znanym jako Piața Palatului. Obecnie w dawnej siedzibie królewskiej mieści się Narodowe Muzeum Sztuki (Muzeul Național de Artă al României).

## Historia
Pierwotny gmach został wzniesiony w 1815 przez kanclerza Dincu Golescu i mieścił najważniejsze urzędy państwowe, rezydowali w nim również hospodarowie Wołoszczyzny. Budynek został później rozbudowany przez Aleksandra Jana Cuzę, pierwszego władcę Zjednoczonych Księstw Mołdawii i Wołoszczyzny, a następnie rozbudował go król Karol I w latach 1882–1885 według projektu francuskiego architekta Paula Gottereau. Kształtem przypominał on współczesny gmach i stanowił zimową rezydencję rodziny królewskiej. W 1926 niemal cały budynek strawił pożar, ocalały tylko marmurowe schody.
Odbudowę (a właściwie budowę od podstaw nowego budynku) przeprowadzono w latach 30. i zakończono w 1937 r. Pracami kierował Rumun, N. Nenciulescu. W wyniku prac pałac uzyskał dzisiejszy, klasycystyczny kształt. Nowe skrzydło, zwane skrzydłem Kretzulescu (ze względu na bliskość cerkwi o takiej nazwie) przeznaczono na zbiory muzealne. W 1939 r. przed pałacem stanął pomnik konny Karola I, autorstwa Chorwata Ivana Meštrovicia.
W 1944 r. (po przejściu Rumunii na stronę aliantów) na pałac spadło osiemdziesiąt niemieckich bomb. Po wymuszonej abdykacji króla Michała I w 1947 r. i proklamowaniu republiki, muzeum otwarto dla szerokiej publiczności (oficjalnie w 1950 r.); gości witał ogromny posąg Stalina, a dawne pokoje reprezentacyjne zajęła Rada Ministrów (później Rada Państwa). Przy okazji, niemal natychmiast po obaleniu monarchii, komuniści rozebrali także pomnik Karola I i, prawdopodobnie, przetopili go, a części mogły zostać użyte do odlania pomnika Lenina, wzniesionego przy Domu Prasy.
W 1961 r. muzeum przeniesiono do skrzydła północnego, które całkowicie przebudowano. W okresie komunistycznym z tyłu pałacu dobudowano tzw. Salę Pałacową (Sala Palatului, 1959-60), siedzibę KC Komunistycznej Partii Rumunii. Po 1989 r. w części tej mieścił się rumuński Senat, który w 2005 r. przeniesiony został do Pałacu Parlamentu.
Podczas rewolucji w 1989 r. pałac był świadkiem krwawych walk pomiędzy powstańcami a oddziałami wiernymi Nicolae Ceaușescu i znalazł się na linii ognia; częściowo spłonął, zniszczeniu uległa też część kolekcji. Po 1990 r. przeprowadzono remont i przeznaczono cały budynek na potrzeby muzeum (ponowne otwarcie nastąpiło w 2000 r.), ale w niektórych miejscach widać jeszcze ślady po kulach.
W 2010 r. przed pałacem stanął pomnik króla Karola I, wzorowany na przedwojennym.

## Galeria

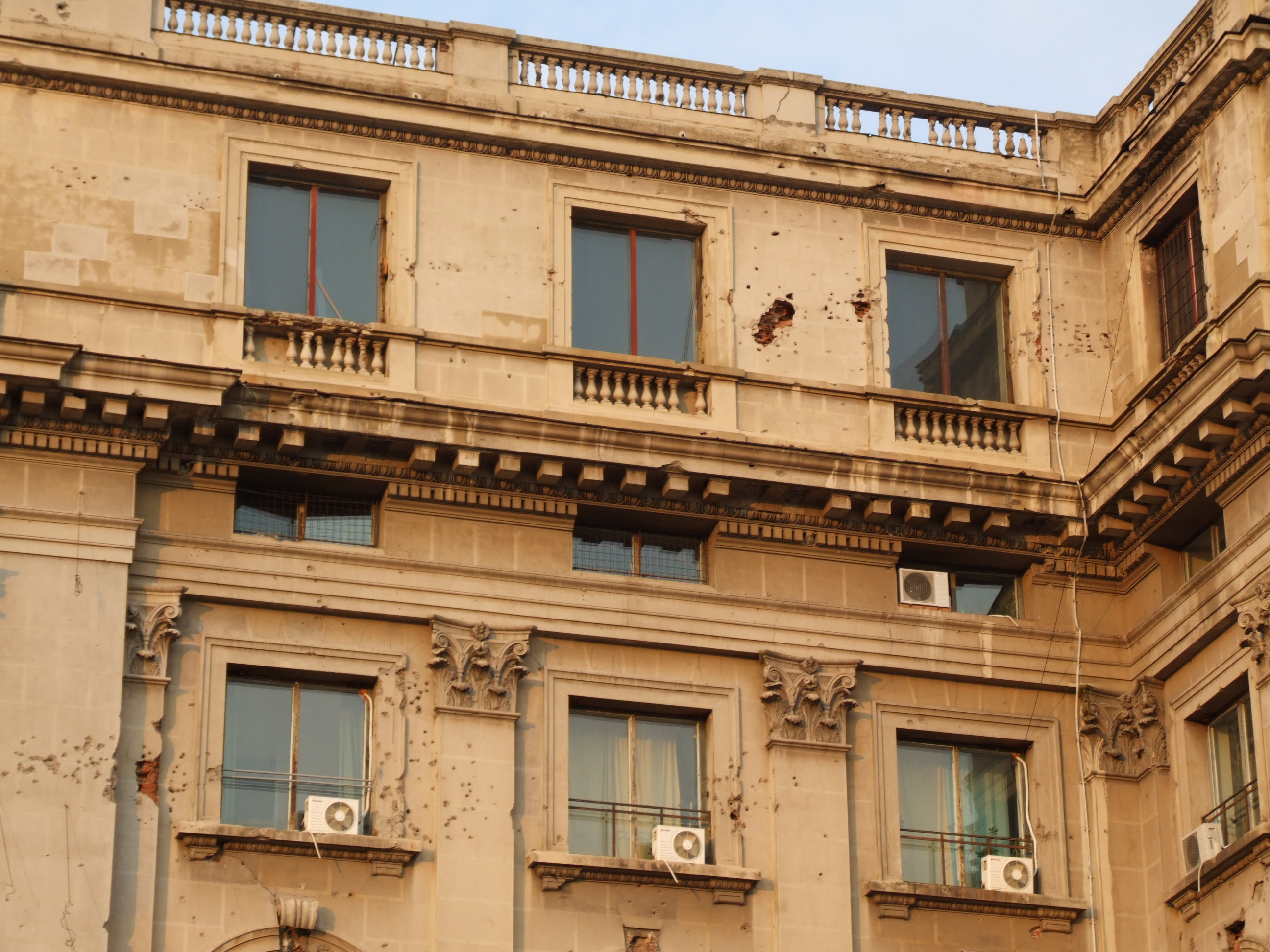
Ślady po kulach – pamiątka po rewolucji w 1989
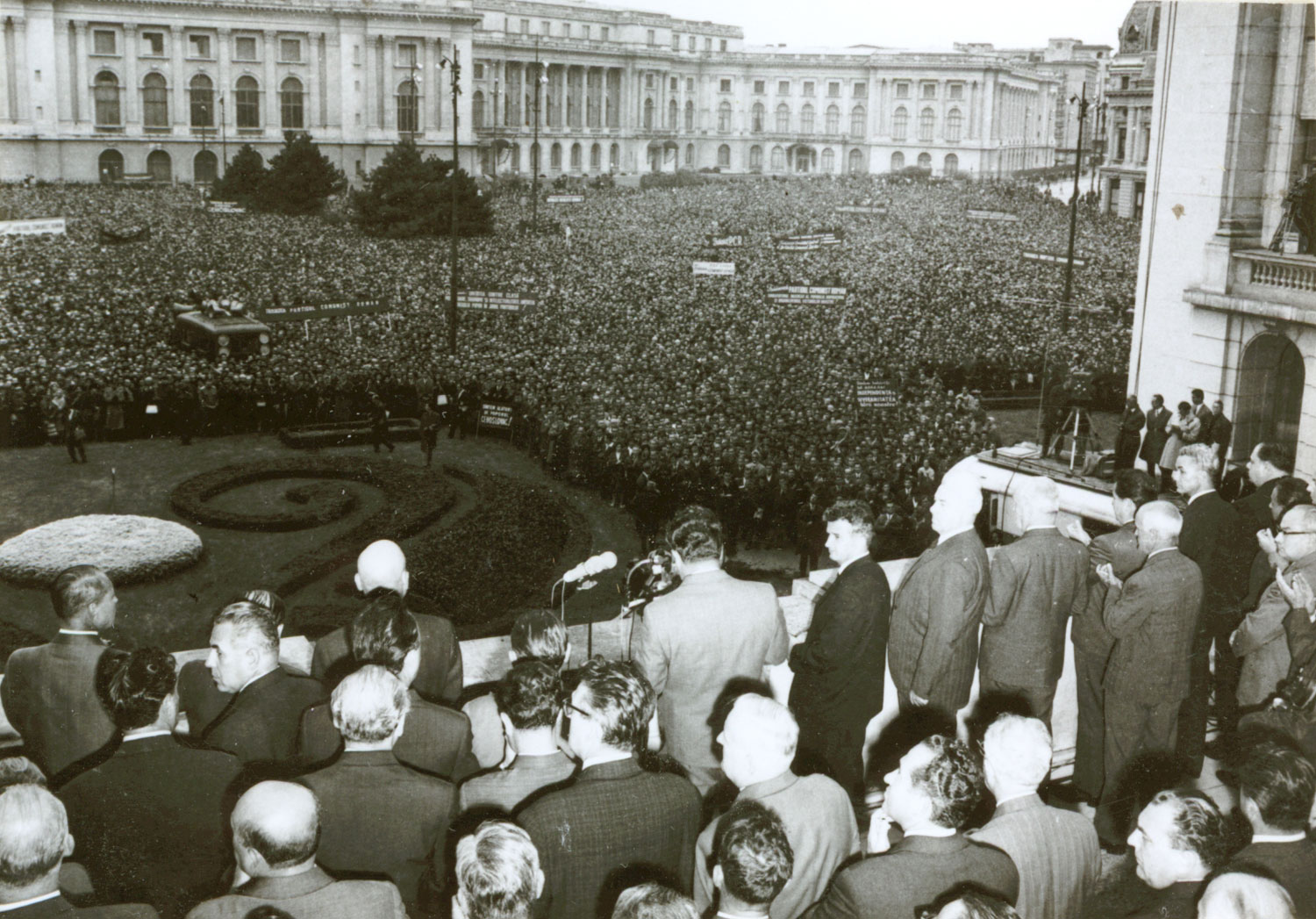
Ceaușescu przemawia do tłumów w 1968 roku – w tle Pałac Królewski
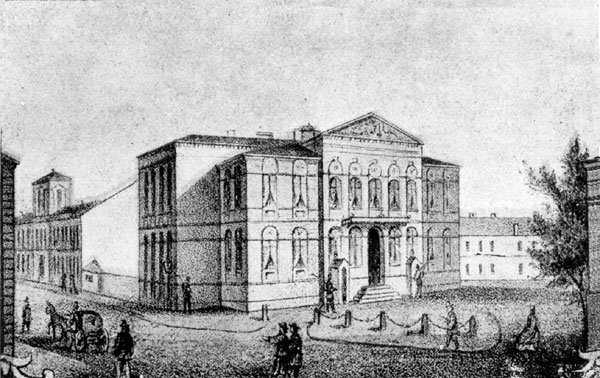
Pałac Golescu
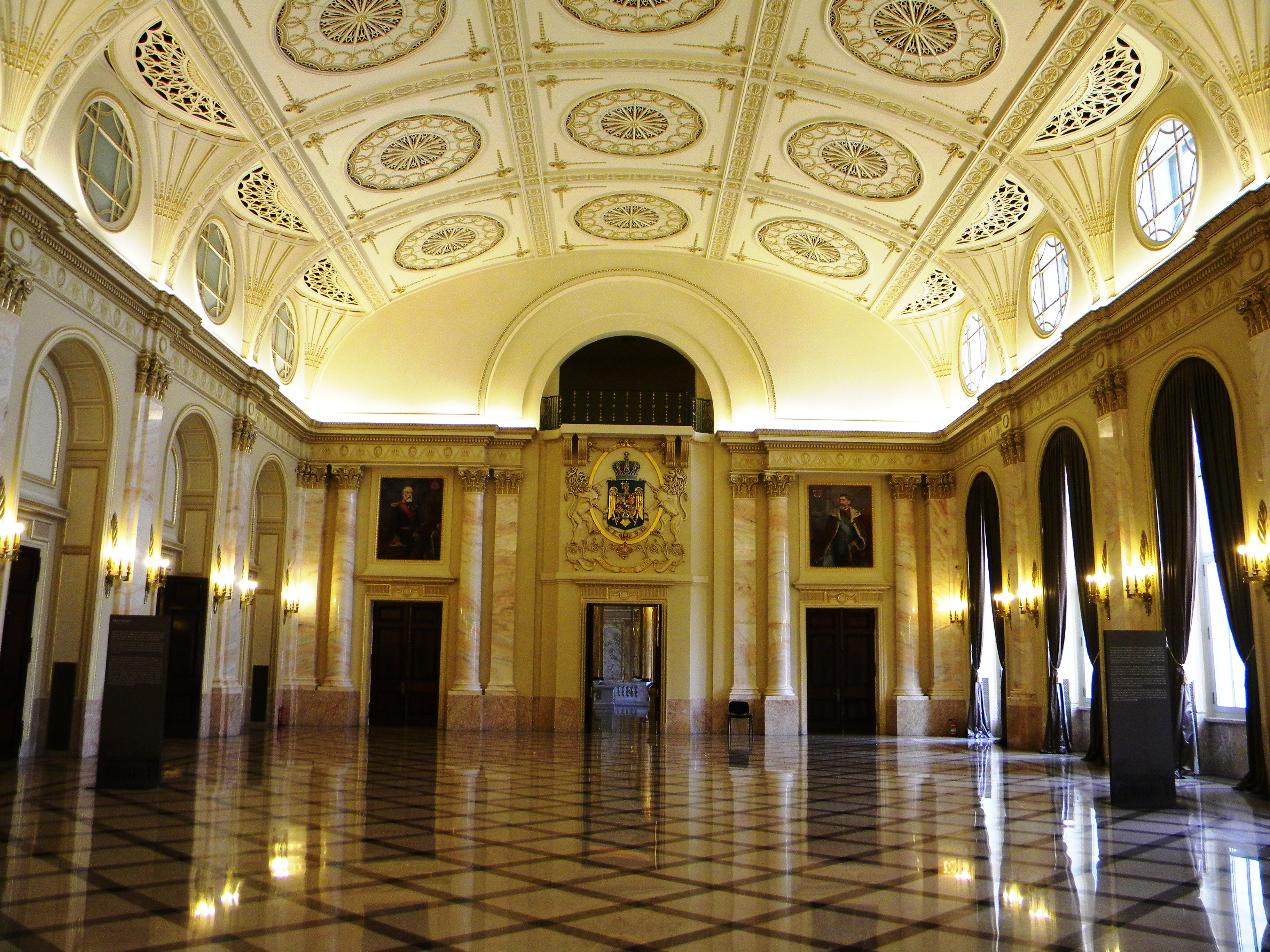
Sala Tronowa
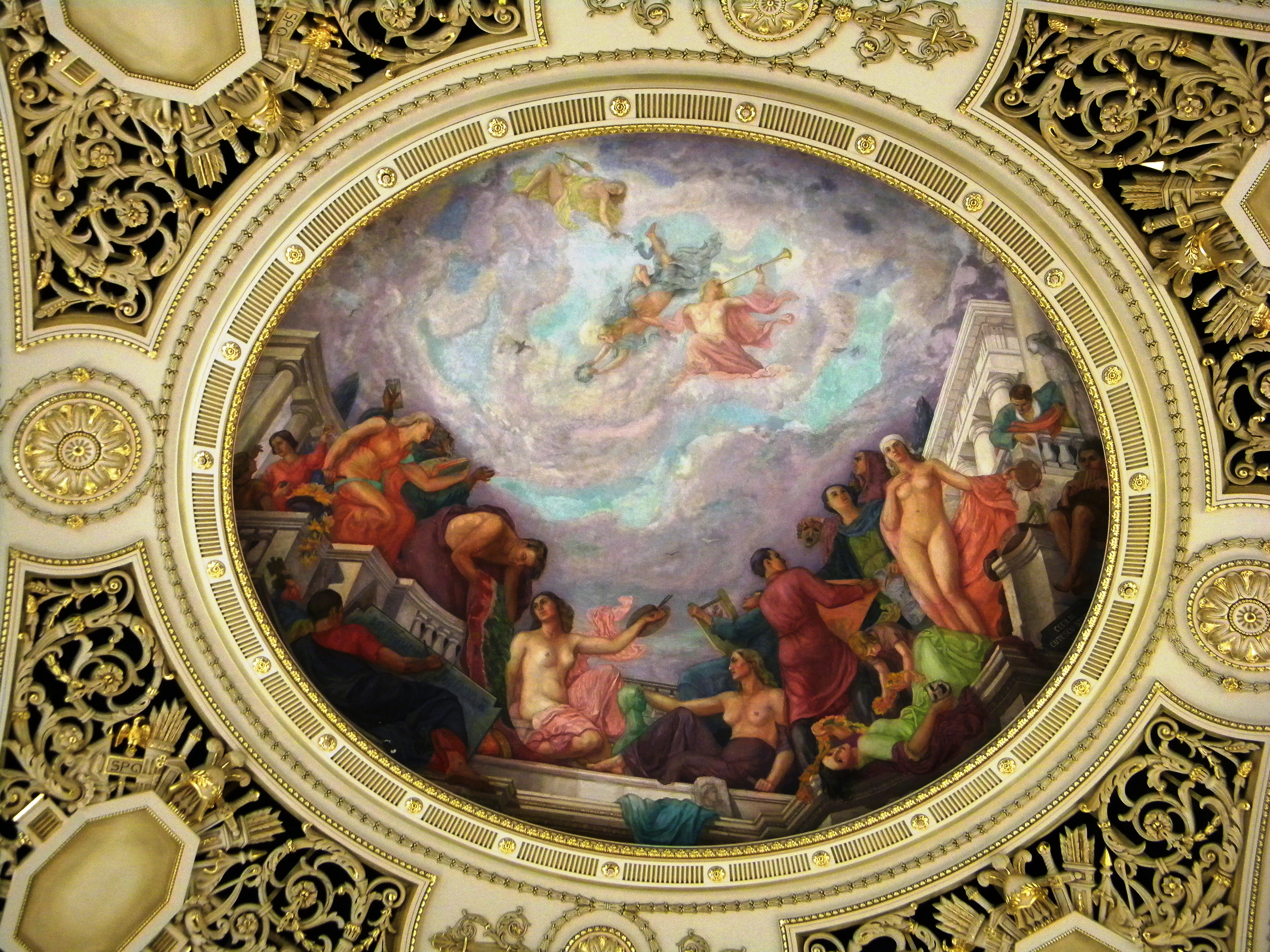
Detale w Sali Tronowej
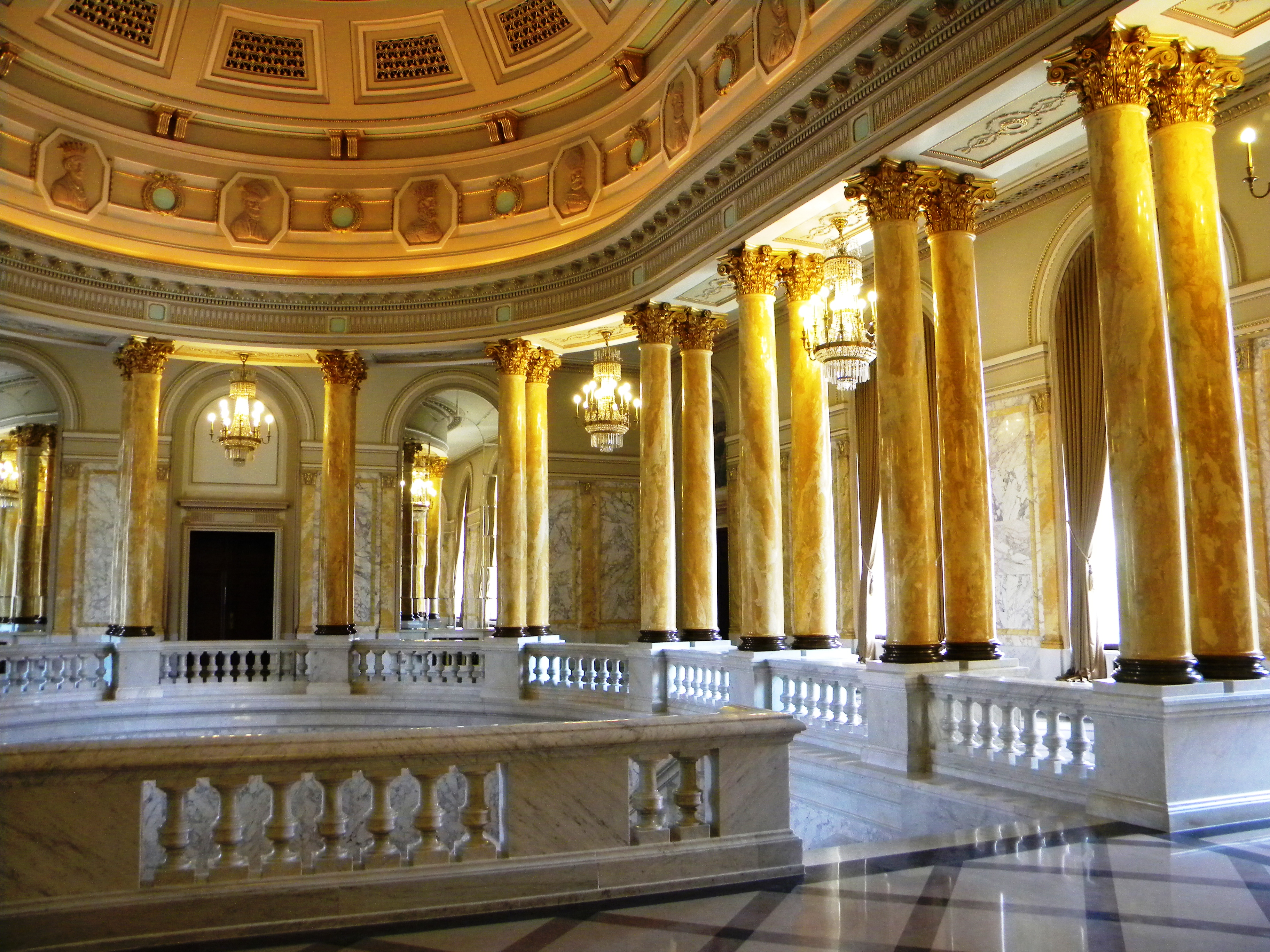
Schody Wojewodów
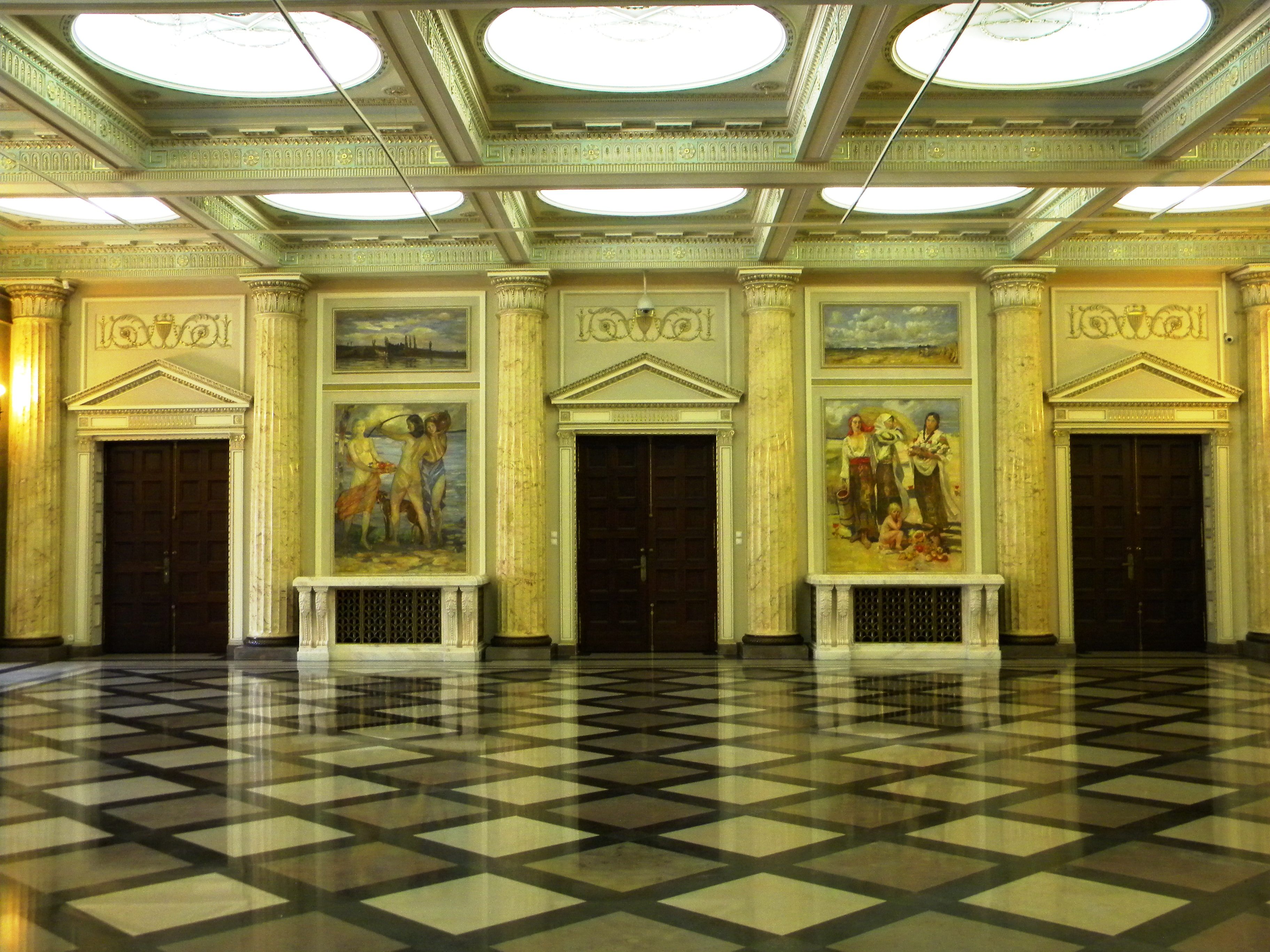
Królewska Jadalnia
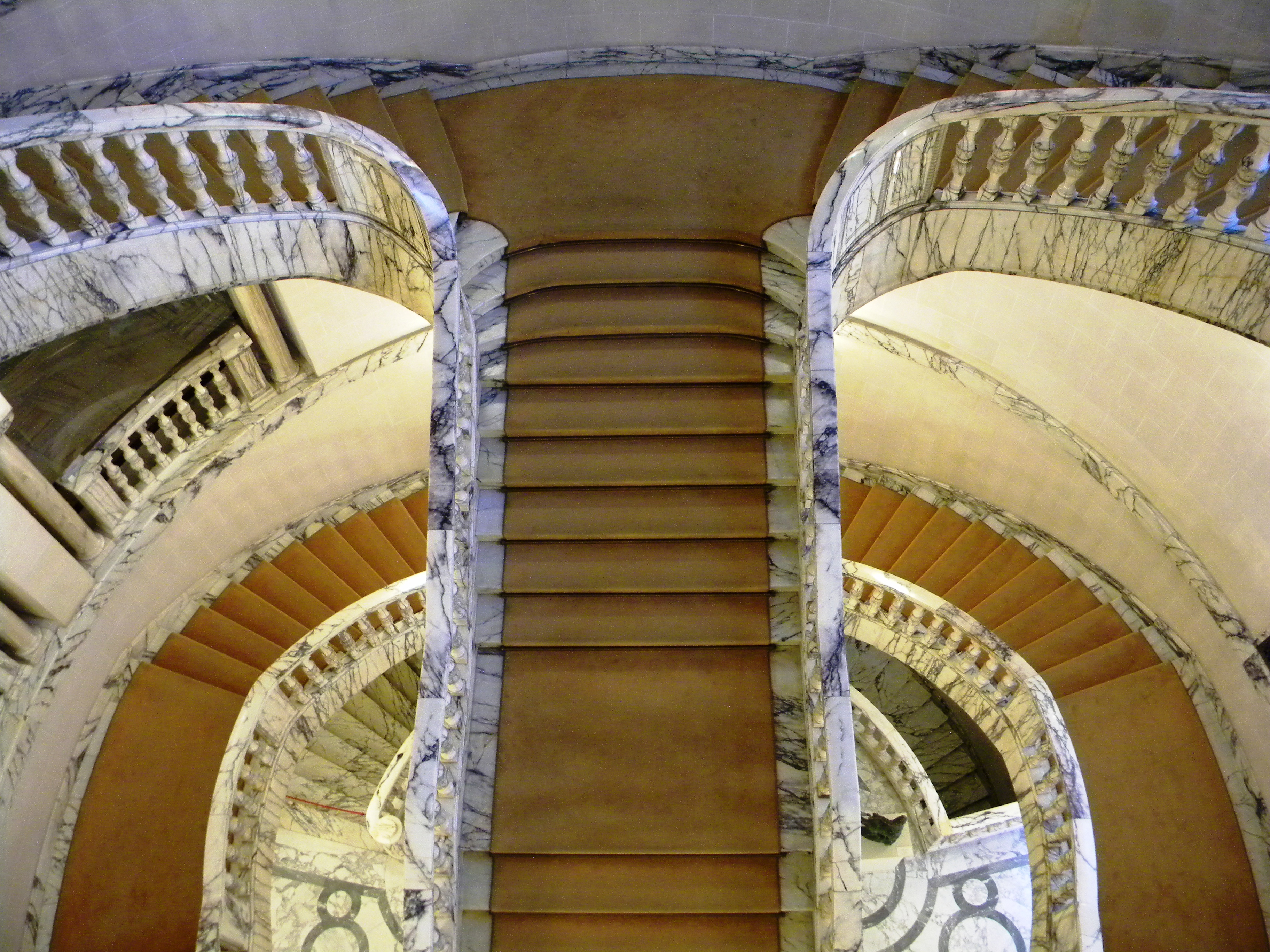
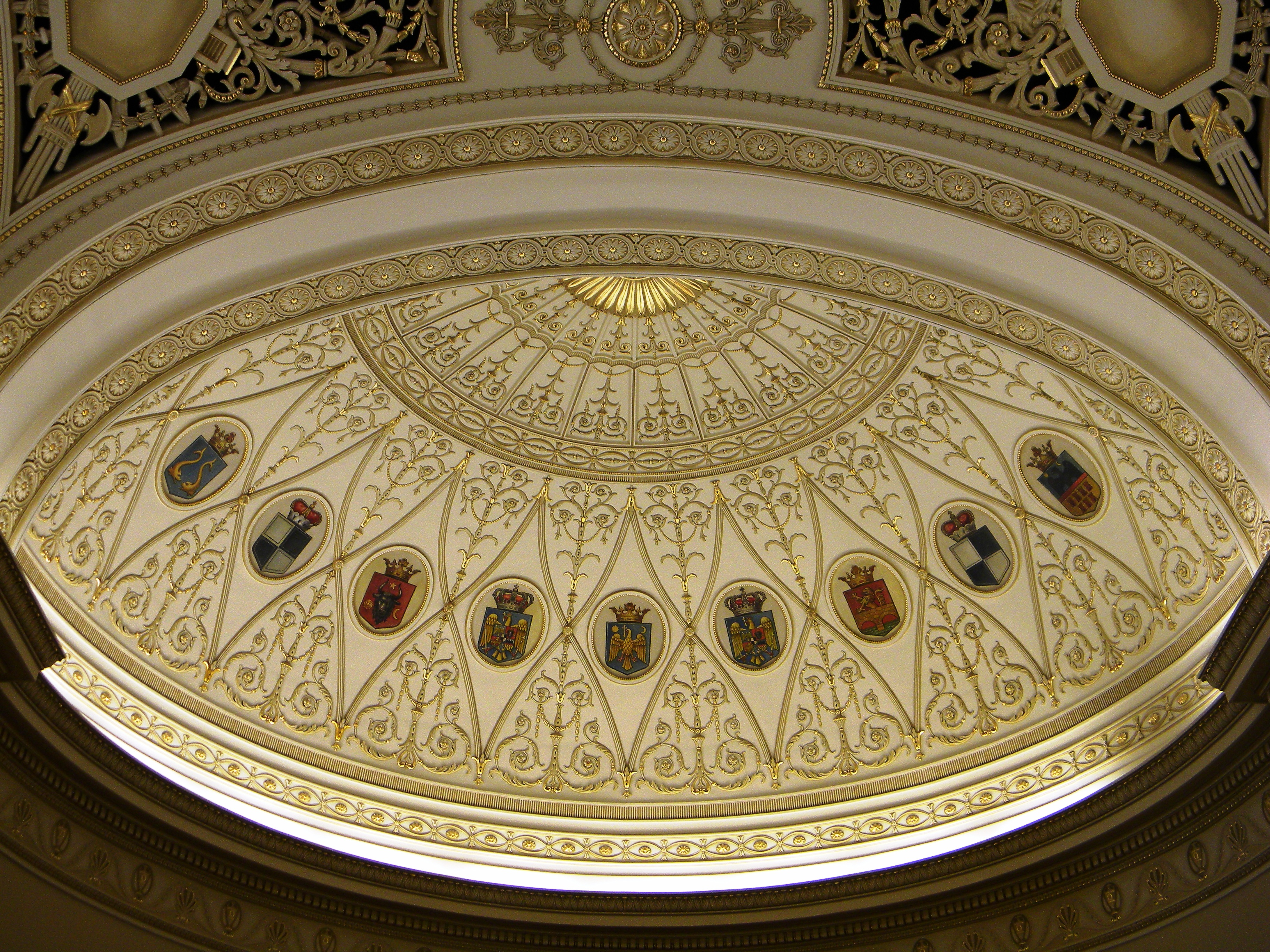